# サント＝ボーム山塊

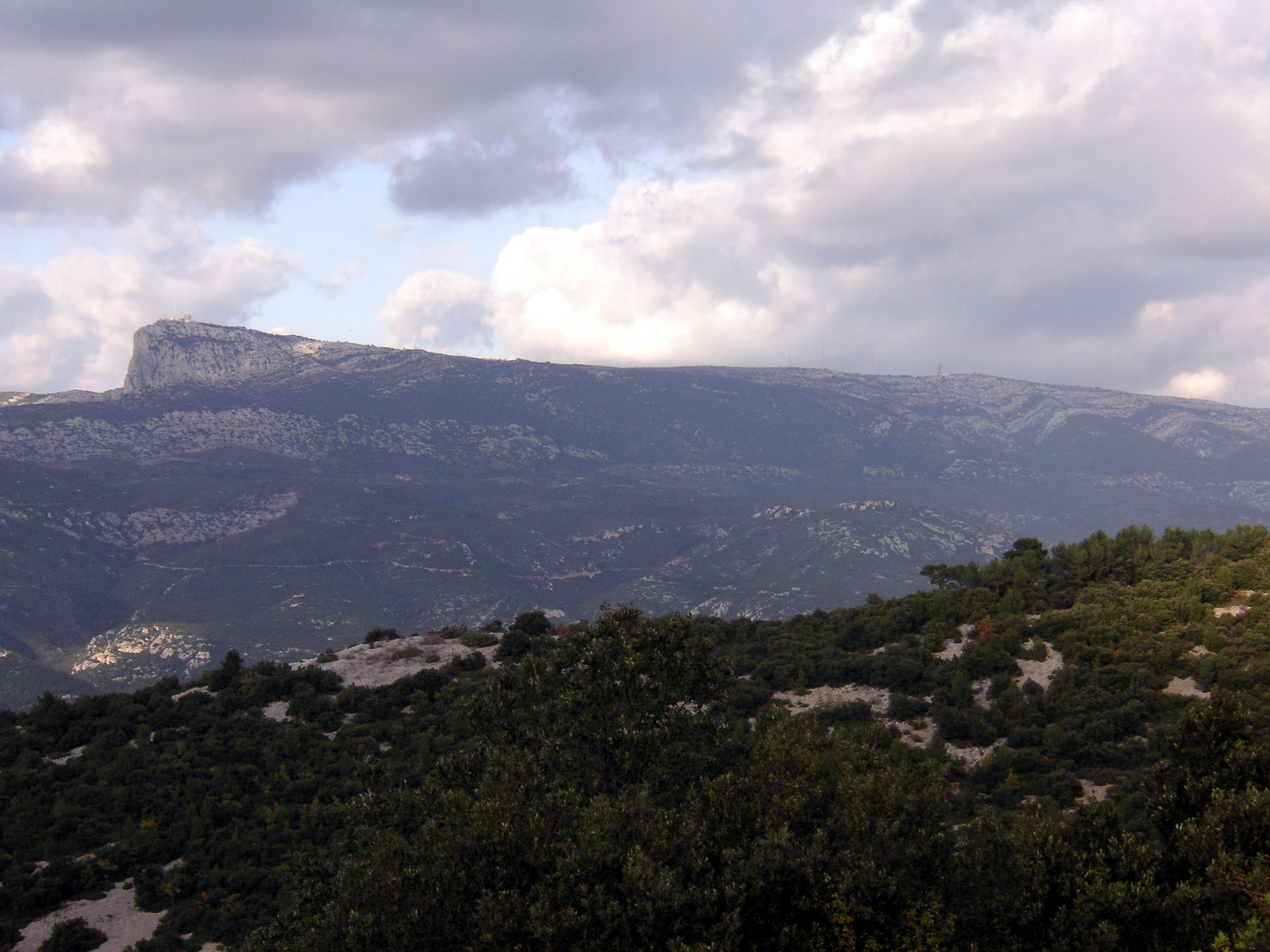
サント＝ボーム山塊

サント＝ボーム山塊（サント＝ボームさんかい、Massif de la Sainte-Baume）は、フランス南部の山塊。ブーシュ＝デュ＝ローヌ県とヴァール県にまたがる形で存在し、その頂上はシニャルデュジュードレーグル（le signal du Joug de l'Aigle; 「鷲のくびきのしるし」）で、その標高は1147メートル。伝説では、サント＝マリー＝ド＝ラ＝メールからこの地へたどり着いたマグダラのマリアがこの山の洞窟で過ごしたとされる。この山塊や、そこのある森林が「サント＝ボーム」（聖なるボーム。この場合のボームはプロバンス語のbaoumoに由来し、洞窟の意味であるという）と呼ばれるのは、その伝説に由来するとされる。

## サント＝ボームの森林
山塊を覆う森林は、太古より畏敬の対象であり伐採の対象ではなかった。森林は、地中海的な森林とアルプス中腹的な森林の中間的な様相を呈しており、特徴的な動物相・植物相と共に、ぶなや柏の林が目を引くものとなっている。

## 信仰
マグダラのマリアの洞窟- キリスト教の巡礼地のひとつとなっている。その歴史は遅くとも5世紀までさかのぼる。
ル・コルビュジエが設計を手がけた礼拝堂があるが、完成せぬまま放置され現在は廃墟である。